# Lorenzo Vitria
Lorenzo Vitria (* 2. Februar 1908 in Barcelona, Katalonien; † 18. Juni 1941 in Gusen, Österreich) war ein katalanischer Boxer, der 1924 an den Olympischen Spielen teilgenommen hat.
Im Jahr 1924 schied er in der zweiten Runde der Leichtgewicht-Klasse nach dem Verlust seines Kampfes gegen Jock MacGregor aus. Auf Grund seiner Verbannung nach Frankreich nach dem spanischen Bürgerkrieg wurde er im Jahre 1940 in das KZ Mauthausen (Österreich) deportiert und starb im Jahre 1941 im Konzentrationslager Gusen.